# 蓋勒特山洞

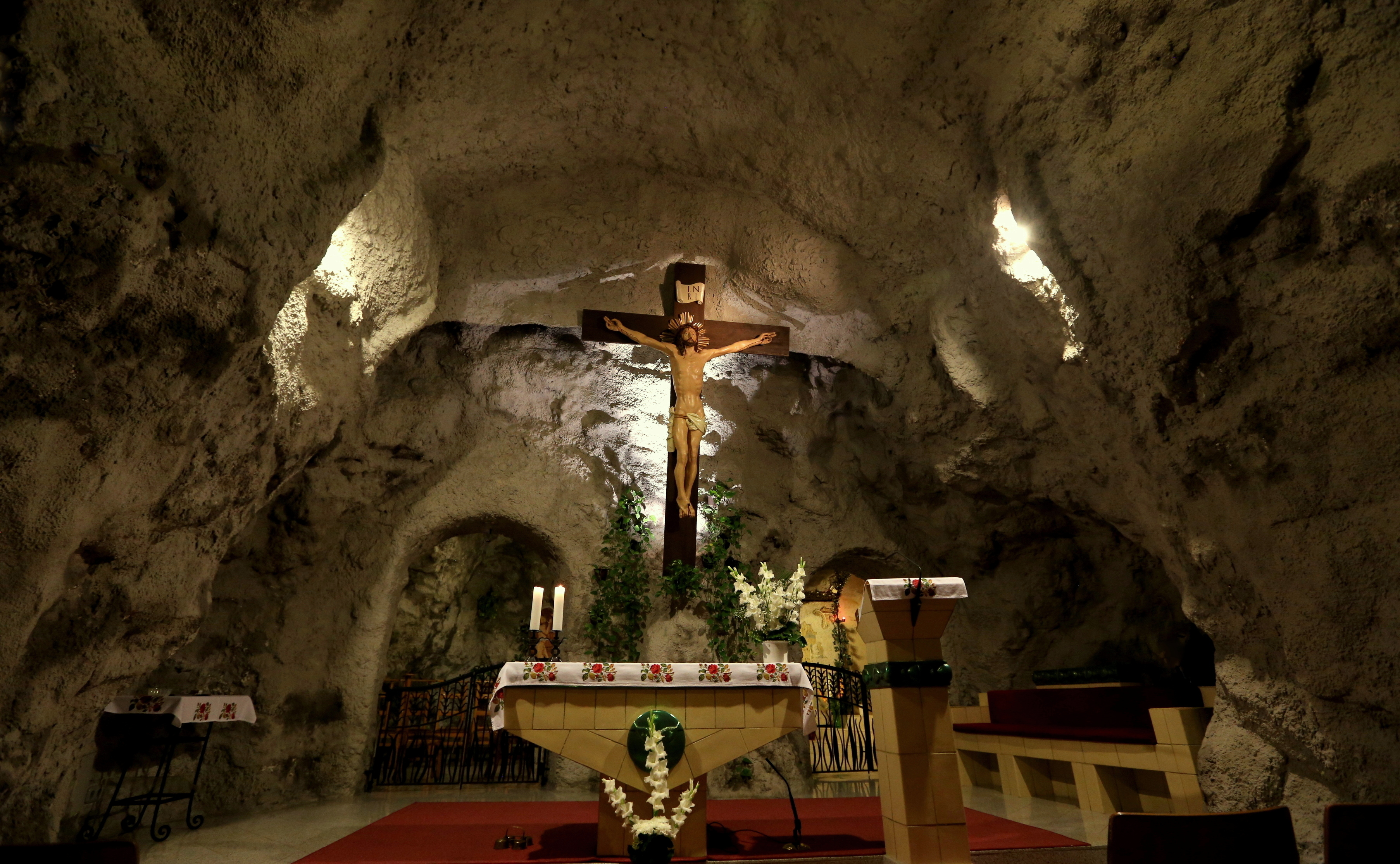
蓋勒特山洞內部

蓋勒特山洞（匈牙利語：Gellérthegyi-barlang）是匈牙利首都布達佩斯蓋勒特山內的一個山洞群。蓋勒特山洞也稱聖伊万洞（Szent Iván-barlang），得名於一名居住在這裡的隱士，據傳他曾用這裡的泉水治療病人。1926年之後，這裡曾是修道院，但在共產主義時期被關閉。1992年之後，這裡恢復了教堂功能。

## 外部連結
- Budapest Tourism Office
- Fortean Times

47°29′6.38″N 19°3′7.12″E / 47.4851056°N 19.0519778°E